# Sultana Khaya
Sultane Sidi Brahim Khaya (arabe : سلطانة سيدي براهيم خيا  ), également connue sous le nom de Sultana Khaya (arabe : سلطانة خيا , translittération espagnole : Sultana Jaya), est une militante sahraouie des droits humains  et une avocate de l'indépendance du Sahara occidental et de l'autodétermination,,,.

## Biographie
Sultana Khaya est la présidente de League for the Defence of Human Rights and against Plunder of Natural Resources. Elle est connue pour son activisme en faveur du droit à l'autodétermination du peuple sahraoui. Elle est également membre de l'Organe sahraoui contre la répression marocaine (ISACOM). Selon un communiqué de presse de l'ONU publié en juillet 2021, Sultana Khaya a été « harcelée à plusieurs reprises par les autorités marocaines et a perdu un œil lorsqu'elle a été attaquée par un policier en 2007 »,. Le 30 novembre 2021, Amnesty International lance un appel à l'action urgente « pour mettre un terme immédiat aux attaques brutales contre Sultana Khaya et sa famille et pour mener une enquête rapide, approfondie, indépendante, impartiale, transparente et efficace sur les forces de sécurité et les recours à la force abusive et aux attaques contre elle et sa famille, y compris le signalement de viol et d'agression sexuelle, et veiller à ce que les responsables présumés soient traduits en justice dans le cadre de procès équitables ». ».
Le représentant permanent du Maroc auprès des Nations unies, Omar Hilale, a accusé Sultana Khaya d'être « une partisane de la violence » et pour d'utilisé « les droits humains à des fins politiques », dans sa lettre à l'ONU au nom du Maroc alléguant que le Front Polisario avait fabriqué des rapports fabriqués de toutes pièces sur les conflits armés et les violations des droits de l'homme contre le peuple sahraoui et ont incité à la violence en collaboration avec les médias d'État algériens,. Les autorités marocaines ont assignée Sultanna Khaya à résidence de facto depuis novembre 2020 à Boujdour,, et Khaya a été attaquée à plusieurs reprises, subissant des agressions sexuelles et des perquisitions à son domicile. Selon un rapport d'Amnesty International, lors d'un incident survenu le 15 novembre 2021, des forces de sécurité marocaines en civil ont fait irruption au domicile de Khaya, l'ont violée et ont agressé sexuellement ses sœurs et sa mère,.
Le 5 décembre 2021, Khaya annonce sur son fil Twitter personnel que sa maison a été attaquée, que tous les membres de sa famille ont été attaqués, y compris sa mère, et qu'on lui avait injecté une substance inconnue. Elle a attribué l'attaque aux services [de sécurité] marocains.
En 2021, La gauche au Parlement européen - GUE/NGL l'a nommée pour le prix Sakharov. Dans le cadre du Maroc Gate il est fait état de pressions des autorités marocaines pour que le prix ne lui soit pas attribué et d'affaires de corruption au sein du Parlement Européen initiée par le Maroc.
En mars 2022, une délégation de volontaires basés aux États-Unis, qui comprenait le président par intérim des Veterans for Peace (en), a brisé le siège de 482 jours de la maison de Khaya au Sahara occidental en lui rendant visite,.
En 2022 Sultanna Khaya participe à la fête de l'Humanité et partage son expérience en tant que militante pacifiste, appelant le gouvernement françaises à prendre » une position pondérée ».
Le 7 février 2023 Sultana Khaya est invitée par Andreas Schieder à participer à une réunion du Parlement Européen consacré à la crise des droits humains au Sahara occidental de l'Intergroupe parlementaire «Paix pour le peuple sahraoui». Le 9 février est également programmé une réunion pour les personnes victimes du logiciel Pégasus utilisé par le gouvernement marocain.

## Prix et distinctions
- 2022 : Prix de la  citoyenneté pour les droits de l’Homme à La Rioja[23].